# Metal Gear Solid Delta: Snake Eater
Metal Gear Solid Delta: Snake Eater (стилізовано як Metal Gear Solid ∆: Snake Eater) — майбутня пригодницька відеогра в жанрі стелс-екшен, реліз якої запланований на 2025 рік. Розробником і видавцем виступає компанія Konami. Це римейк гри 2004 року Metal Gear Solid 3: Snake Eater, яка була п’ятою основною частиною франшизи Metal Gear та першим за хронологією твором у серії. Дія розгортається у 1964 році під час Холодної війни. Гравець керує оперативником підрозділу FOX на ім’я Нейкед Снейк, який повинен врятувати відомого радянського вченого-ракетника та знищити радянську ядерну суперзброю «Шаґогод» (англ. Shagohod), водночас знявши з США підозри Радянського Союзу на тлі напруження часів Холодної війни та зіштовхнувшись із колишньою наставницею — Бос, що перейшла на бік противника.
Metal Gear Solid Delta: Snake Eater — це перший великий проєкт у серії Metal Gear після виходу Metal Gear Survive у 2018 році, коли Konami припинила випускати ААА-ігри для консолей від сторонніх розробників, зосередившись на бюджетних і мобільних тайтлах. Гру створила внутрішня студія Konami Digital Entertainment за участі продюсера Metal Gear Survive і Metal Gear Solid: Portable Ops (2006) Норіакі Окамури та креативного продюсера Metal Gear Solid V Юджі Корекадо, які наглядали за проєктом. Додаткову допомогу в розробці надала сінгапурська студія Virtuos. Анонс відбувся у травні 2023 року. Snake Eater обрали для римейку серед інших частин через його статус історії походження франшизи та ключових персонажів. Назва «Delta» відображає прагнення команди відтворити оригінальний ігровий процес і сюжет Snake Eater з сучасною графікою та покращеннями, але без значних відхилень від початкової структури.
Вихід Metal Gear Solid Delta: Snake Eater запланований на PlayStation 5, Windows та Xbox Series X/S 28 серпня 2025 року.

## Ігровий процес
Metal Gear Solid Delta: Snake Eater зберігає основні ігрові механіки, вперше реалізовані в Metal Gear Solid 3 та вдосконалені на основі попередніх частин серії. Гравець керує Снейком, який пересувається різноманітними тропічними та індустріальними локаціями, уникаючи ворожих патрулів, пасток та інших засобів спостереження, що можуть видати його позицію під час масштабної місії з проникнення. Паралельно він добуває різноманітну холодну та вогнепальну зброю, а також гаджети, що допомагають йому у стелсі та боях.
Додані можливості з пізніших ігор серії, зокрема вміння пересуватися навприсядки та стріляти з видом від третьої особи, які вперше з’явилися в Metal Gear Solid 4: Guns of the Patriots (2008) та Metal Gear Solid: Peace Walker (2010), а потім були інтегровані в Metal Gear Solid: Snake Eater 3D. Римейк також пропонує численні візуальні та системні вдосконалення, що відповідають сучасним стандартам і включають покращення з наступних частин серії.
Тепер будь-які фізичні ушкодження, як-от порізи та забиття, залишаються на тілі Снейка протягом усієї гри, відображаючи індивідуальний досвід проходження. Оновлена система камуфляжу враховує сталість об’єктів: листя, що падає з дерев, може прилипати до спорядження Снейка; рух по бруду та землі залишає плями на одязі; одяг отримує розриви та пробоїни після поранень. Механіка Survival Viewer також оновлена — шрами залишаються на тілі навіть після лікування перев’язками чи мазями.
Delta пропонує два режими гри та подачі: «New Style» — сучасна схема керування, камера від третьої особи та вільне пересування, як у Metal Gear Solid 3: Subsistence і HD Edition; «Legacy Style» — класичне керування, фіксована камера та ґеймплей, подібний до оригінального Snake Eater.
Мінігра «Snake vs. Monkey» з оригіналу, яка була кросовером із серією Ape Escape від Sony Interactive Entertainment, повернеться у версіях для PlayStation 5 і Windows. У версії для Xbox Series X/S її замінить аналогічна мінігра «Snake vs. Bomberman» — кросовер із власною серією Konami Bomberman.

## Розробка
Після виходу Metal Gear Solid V: The Phantom Pain творець серії Metal Gear Хідео Коджима публічно розірвав співпрацю з Konami. У жовтні 2015 року керівник ігрового підрозділу Konami Хідекі Хаякава заявив, що компанія припинить розробку та видання великих ігор від сторонніх студій для консолей і ПК, натомість зосередившись на мобільних іграх та аркадах. Попри це, у 2018 році Konami випустила спін-оф Metal Gear Survive без участі Коджими, який зазнав комерційного провалу.
У жовтні 2021 року журналіст Video Games Chronicle Енді Робінсон повідомив, що Konami повертається на ринок великих відеоігор і починає виробництво кількох нових проєктів у старих франшизах для консолей, що були в простої, включно з Metal Gear, а також Castlevania та Silent Hill.
Римейк створюється у співпраці між внутрішнім підрозділом Konami — Konami Digital Entertainment (KDE), який розробляв кілька попередніх частин Metal Gear, та студією Virtuos, що надає підтримку в розробці. Konami обрала Snake Eater для римейку замість інших частин через його статус історії походження франшизи та персонажа Біґ Боса. Компанія підтвердила, що ні Хідео Коджима, ні оригінальний художник Йодзі Шінкава не беруть участі в розробці, але команда прагне зробити вірну адаптацію й не додавати нічого нового в сюжет.
За словами офіційного акаунта Metal Gear у Twitter, символ «дельта» в назві гри «відповідає концепції римейку. Delta означає «зміну» або «різницю» без зміни структури» — ймовірно, маючи на увазі використання цього символу в математиці та науці для позначення зміни величини. Після анонсу фанати жартома почали називати гру Metal Gear Solid Triangle. У римейку буде використано озвучення акторів з оригінального Snake Eater.
Гру створюють на Unreal Engine 5, що робить її першою частиною Metal Gear з моменту розпуску Kojima Productions, яка не використовує власний рушій видавця — Fox Engine, востаннє застосований у Metal Gear Survive.

## Маркетинг і реліз
Metal Gear Solid Delta: Snake Eater була анонсована для PlayStation 5 24 травня 2023 року під час PlayStation Showcase 2023 разом зі збіркою Metal Gear Solid: Master Collection Vol. 1, яка включає оригінальну версію Snake Eater. Після презентації підтвердили вихід гри також на Windows та Xbox Series X/S.
25 жовтня 2023 року під час цифрової презентації Xbox Partner Preview від Microsoft був представлений трейлер ґеймплею, створений на рушії гри. На початку року в опублікованому онлайн рекламному відео PlayStation спершу натякалося, що вихід гри планується у 2024 році. Повноцінний трейлер показали 9 червня 2024 року на Xbox Games Showcase від Microsoft, де також з’явилися короткі кадри з другорядними персонажами, такими як Майор Зеро, Пара-Медик, Оцелот і Бос.
Наступного дня Konami випустила епізод вебсеріалу Metal Gear Solid Legacy за участі актора озвучення Снейка Девіда Гейтера та продюсера серії Норіакі Окамури, де розповіли більше про ігролад та графічні покращення римейку. Крім того, Окамура обговорив Delta: Snake Eater під час круглого столу в офіційному подкасті Xbox 11 червня.
Трейлер із датою релізу показали у лютому 2025 року на заході PlayStation State of Play, де також анонсували ексклюзивний кросоверний контент для різних платформ. У версіях для PlayStation 5 та Windows буде римейк мінігри «Snake vs. Monkey» — кросоверу з франшизою Ape Escape від Sony, що була в оригінальному Snake Eater, а у версії для Xbox Series X/S її замінить «Snake vs. Bomberman» — кросовер із серією Bomberman від Konami. Онлайн-режим «Fox Hunt» не буде доступний на старті, його випустять наприкінці 2025 року.
Metal Gear Solid Delta: Snake Eater має вийти на PlayStation 5, Windows та Xbox Series X/S 28 серпня 2025 року.[34] Окрім стандартного видання, для обох консолей заплановані Deluxe Edition та Collector’s Edition.
Обидва спеціальні видання міститимуть:
- Металевий футляр SteelBook з оригінальним японським артворком Snake Eater, де зображені Нейкед Снейк і Бос, намальовані Йодзі Шінкавою;
- нашивку з логотипом FOX;
- коди для завантаження додаткового контенту (DLC).

Deluxe Edition додатково включає металевий брелок з емаллю та кейс-«ракушку» зі спеціальними арткартками.
Collector’s Edition постачається з:
- другою нашивкою, що відсилає до HALO-стрибка Снейка на початку гри;
- реплікою ключ-карти, подібної до тих, що відкривають нові зони;
- «Тераріум-діорамою» дерева з регіону Дремучий із рюкзаком Снейка.[34][35]

Окреме видання Collector’s Edition планують випустити для регіонів EMEA.